# Arnold, Nottinghamshire
Arnold är en ort i Storbritannien. Det är den administrativa huvudorten i distriktet Gedling i grevskapet Nottinghamshire i England, i den sydöstra delen av landet, 180 km norr om huvudstaden London. Arnold ligger 66 meter över havet och antalet invånare är 37 873. Staden nämndes i Domedagsboken (Domesday Book) år 1086, och kallades då Ernehale.